# Hallbera Guðný Gísladóttir
Hallbera Guðný Gísladóttir (*  14. September 1986 in Akranes) ist eine isländische  ehemalige Fußballspielerin. Die Abwehr- und Mittelfeldspielerin spielte von 2008 bis 2022 in der isländischen Nationalmannschaft und nahm mit ihr an den Europameisterschaften 2013 und 2017 teil. Auf Vereinsebene spielte sie lange Zeit und mehrmals für Valur Reykjavík sowie von 2015 bis 2017 für Rekordmeister Breiðablik Kópavogur. Dazwischen gab es Abstecher nach Italien und Schweden, wo sie zuletzt beim Liganeuling IFK Kalmar spielte.

## Karriere

### Verein
Hallbera begann bei ihrem Heimatverein ÍA Akranes mit dem Fußballspielen und debütierte mit 16 Jahren am 2. Juni 2002 in der zweiten Runde des isländischen Pokals, verlor aber das Spiel mit 0:1. Auch im folgenden Jahr wurde sie nur im Pokal eingesetzt und wieder war in der zweiten Runde Schluss. Am 28. Mai 2004 bestritt sie dann ihr erstes Ligaspiel, in der zweiten isländischen Liga. Sie wurde in zehn der zwölf Ligaspiele eingesetzt und erzielte am 7. Juni ihr erstes von neun Ligatoren. Akranes gewann alle zwölf Ligaspiele und stieg in die erste Liga auf. In dieser belegte die Mannschaft aber 2005 nur den letzten Platz.
Hallbera wechselte daraufhin zu Valur Reykjavík. Ihren ersten Einsatz für Valur hatte sie am 11. Mai 2006 im Supercupfinale gegen Breiðablik, das aber mit 1:5 verloren wurde. Fünf Tage später folgte dann das erste Erstligaspiel, das mit 6:0 gegen UMF Stjarnan gewonnen wurde. Im Rückspiel am 4. Juli erzielte sie dann auch ihr erstes Erstligator. Valur verlor in der Liga nur das Spiel bei Breiðablik, alle anderen Spiele wurden gewonnen, davon drei zweistellig. Am Ende profitierte der Verein aber auch davon, dass Breiðablik ein Spiel mehr verlor, und wurde isländischer Meister. Dies gelang ihnen dann auch in den nächsten vier Jahren, wobei sie 2007 ungeschlagen blieben und das auch nachdem Margrét Lára Viðarsdóttir, Torschützenkönigin der Jahre 2006 mit 34, 2007 mit 38 und 2008 mit 32 Toren, den Verein 2009 Richtung Schweden verlassen hatte.
Zudem gewann sie mit Valur 2006 den isländischen Pokal durch Elfmeterschießen gegen Breiðablik, wurde dabei aber erst zur zweiten Halbzeit eingewechselt.  Diesen Erfolg konnten sie aber erst 2009, 2010 und 2011 wiederholen.
Im Mai 2007 brachen sie die jahrelange Dominanz von Breiðablik dann endgültig, als sie das Supercupfinale gegen sie mit 8:1 gewannen und Breiðablik selber kein Tor schießen konnte. Dabei erzielte ihre Mitspielerin und Rekordtorschützin der Nationalmannschaft Margrét Lára Viðarsdóttir allein fünf Tore. Diesen Erfolg konnten sie in den folgenden Jahren gegen wechselnde Gegner bis 2011 wiederholen.
2010 wurde sie dann sogar mit 15 Ligatoren drittbeste Saisontorschützin.
Mit Valur nahm sie 2009/10, 2010/11 und 2011/12 an der UEFA Women’s Champions League teil, scheiterte aber nacheinander im Sechzehntelfinale am italienischen Meister ASD Torres Calcio, am spanischen Meister Rayo Vallecano und am schottischen Meister Glasgow City LFC.
2012 wechselte sie dann nach Schweden und spielte in der Damallsvenskan für Piteå IF. In ihrer ersten Saison dort wurde der Verein Achter. 2013 gelang eine Verbesserung um einen Platz. Danach wechselte sie nach Italien und spielte für den italienischen Meister ASD Torres Calcio. Mit den Italienerinnen nahm sie an der UEFA Women’s Champions League 2013/14 teil, scheiterte aber im Viertelfinale nach deftigen Niederlagen am deutschen Vize-Meister 1. FFC Turbine Potsdam. Die Saison schloss sie mit Torres auf dem zweiten Platz ab und auch das Pokalfinale wurde verloren.
Im Juli 2014 kehrte sie zurück nach Island und spielte wieder für Valur, konnte sich über den siebten Platz allerdings nicht besonders freuen und wechselte zur Saison 2015 zum alten Rivalen Breiðablik Kópavogur, mit dem sie dann zwar wieder Meister wurde aber im Pokalachtelfinale ausschied. Am 5. Mai 2016 gewann sie dann mit Breiðablik aber den Supercup durch Elfmeterschießen.
In der Saison 2017 spielte sie nochmals in Schweden für Djurgården Damfotboll und kehrte danach zu Valur zurück.
Zur Saison 2021 wechselte sie erneut nach Schweden, diesmal zu AIK. Nach eine Saison wechselte sie, obwohl sie bei AIK in allen Ligaspielen eingesetzt wurde, zum Aufsteiger IFK Kalmar.

### Nationalmannschaft
Hallbera bestritt 2003 neun Länderspiele für die isländische U-17-Mannschaft, unter anderem beim Nordic Cup, wo die Isländerinnen den letzten Platz belegten. Ebenfalls 2003 nahm sie als 17-Jährige mit der U-19-Mannschaft an der ersten und 2004 an der zweiten Qualifikationsrunde für die U-19-Fußball-Europameisterschaft der Frauen 2004 teil. Als Zweiter hinter dem späteren Vize-Europameister Deutschland konnten sie sich aber nicht für die Endrunde qualifizieren. Im September 2004 scheiterte sie dann mit der U-19 bereits in der ersten Qualifikationsrunde für die U-19-Fußball-Europameisterschaft der Frauen 2005. Mit der U-21-Mannschaft bestritt sie dann zwei Spiele beim Nordic Cup 2001 gegen die USA und Deutschland, die aber hoch verloren wurden.
Beim Algarve-Cup 2008 kam sie dann mit 21 Jahren zu ihrem ersten A-Länderspiel am 5. März 2008 beim 2:0-Sieg gegen die Polinnen. Dabei wurde sie in der 67. Minute für Ásta Árnadóttir eingewechselt. Im folgenden Spiel beim 4:1 gegen Irland stand sie ebenso in der Startelf wie im dritten Gruppenspiel und spielte jeweils über die vollen 90 Minuten. Im Spiel um Platz 7, das sie als Gruppensieger der schwächeren Gruppe C erreicht hatten, wurde sie dann nicht berücksichtigt. In den ersten drei Spielen nach dem Algarve-Cup stand sie im Kader, wurde aber nur zweimal in den Schlussminuten eingewechselt. Für die nächsten drei Spiele wurde sie dann nicht nominiert und in den darauffolgenden Spielen nur zu fünf Kurzeinsätzen eingewechselt. Dann folgte für sie eine Länderspielpause von 14 Monaten in der sie nicht nur 15 Spiele, sondern auch die erstmalige EM-Teilnahme der Isländerinnen verpasste. In der Zeit kam sie auch im August 2009 bei zwei Ligaspielen nicht zum Einsatz.
Nachdem sie dann im Juni 2010 wieder zurückkam, entwickelte sie sich langsam zur Stammspielerin, wobei sie nun zwischen linker Abwehr und linkem Mittelfeld pendelte. Ein erster Höhepunkte war der Algarve-Cup 2011, bei dem Island erstmals das Finale erreichte und sie gegen die USA zunächst nach einem frühen Rückstand den Ausgleich einleitete und zwei Minuten später ihr erstes Länderspieltor zur 2:1-Führung erzielen konnte, das Spiel aber dennoch mit 2:4 verloren wurde. Damit war sie endgültig als Stammspielerin etabliert und wurde nun nur noch in Spielen mit Testspielcharakter und einer größeren Zahl von erlaubten Einwechslungen aus- oder eingewechselt oder geschont wenn der Gegner nicht so stark war, wie Malta am 10. April 2014, als die Isländerinnen mit 8:0 gewannen. Nur im Juni 2012 verpasste sie einmal zwei Spiele in Folge, kam aber während dieser Zeit auch bei ihrem Verein Piteå IF nicht zum Einsatz.
Sie wurde dann auch für die EM 2013 nominiert, wo sie keine Minute verpasste und erst im Viertelfinale gegen Gastgeber Schweden ausschied. In der Qualifikation für die WM 2015 scheiterten sie dann als schlechtester Gruppenzweiter und mussten der Schweiz den Vortritt zu ihrer ersten WM-Teilnahme lassen. Besser lief es dagegen in der Qualifikation für die EM 2017. Zusammen mit den zweitplatzierten Schottinnen qualifizierten sie sich für die EM-Endrunde. Dort verloren sie aber die drei Gruppenspiele und schieden als Tabellenletzte aus.
In der Qualifikation zur Fußball-Weltmeisterschaft der Frauen 2019 konnten sie zwar erstmals ein Spiel gegen Deutschland gewinnen, am Ende verpassten sie aber als fünftbester Gruppenzweiter die Endrunde.
Am 27. Februar 2019 bestritt sie beim Algarve-Cup ihr 100. Länderspiel.
In der Qualifikation für die EM 2022 kam sie in sieben der acht Spiele zum Einsatz, wobei sie jeweils die volle Spielzeit auf dem Platz stand. Am 1. Dezember qualifizierten sich die Isländerinnen durch einen 1:0-Sieg in Ungarn als einer der drei besten Gruppenzweiten für die EM-Endrunde, die wegen der COVID-19-Pandemie ins Jahr 2022 verschoben wurde. In den  ersten sechs Spielen der Qualifikation für die WM 2023 wurde sie fünfmal eingesetzt.
Am 11. Juni 2022 wurde sie für die EM-Endrunde nominiert. Im Kader ist sie die Spielerin mit den zweitmeisten Länderspielen. Nach drei Remis endete die EM, bei der sie in allen Spielen mitspielte, als Gruppendritte.
Für die letzten beiden Gruppen-Spiele in der Qualifikation für die WM 2023 und das Play-off-Spiel gegen Portugal wurde sie nicht berücksichtigt.

## Erfolge
- Isländische Meisterin: 2006, 2007, 2008, 2009, 2010 und 2019 (mit Valur), 2015 (mit Breiðablik Kópavogur)
- Isländische Pokalsiegerin 2006, 2009, 2010 und 2011 (mit Valur), 2016 (mit Breiðablik Kópavogur)
- Isländische Supercupsiegerin 2007, 2008, 2009, 2010 und 2011 (mit Valur), 2016 (mit Breiðablik Kópavogur)